# Джемини-7

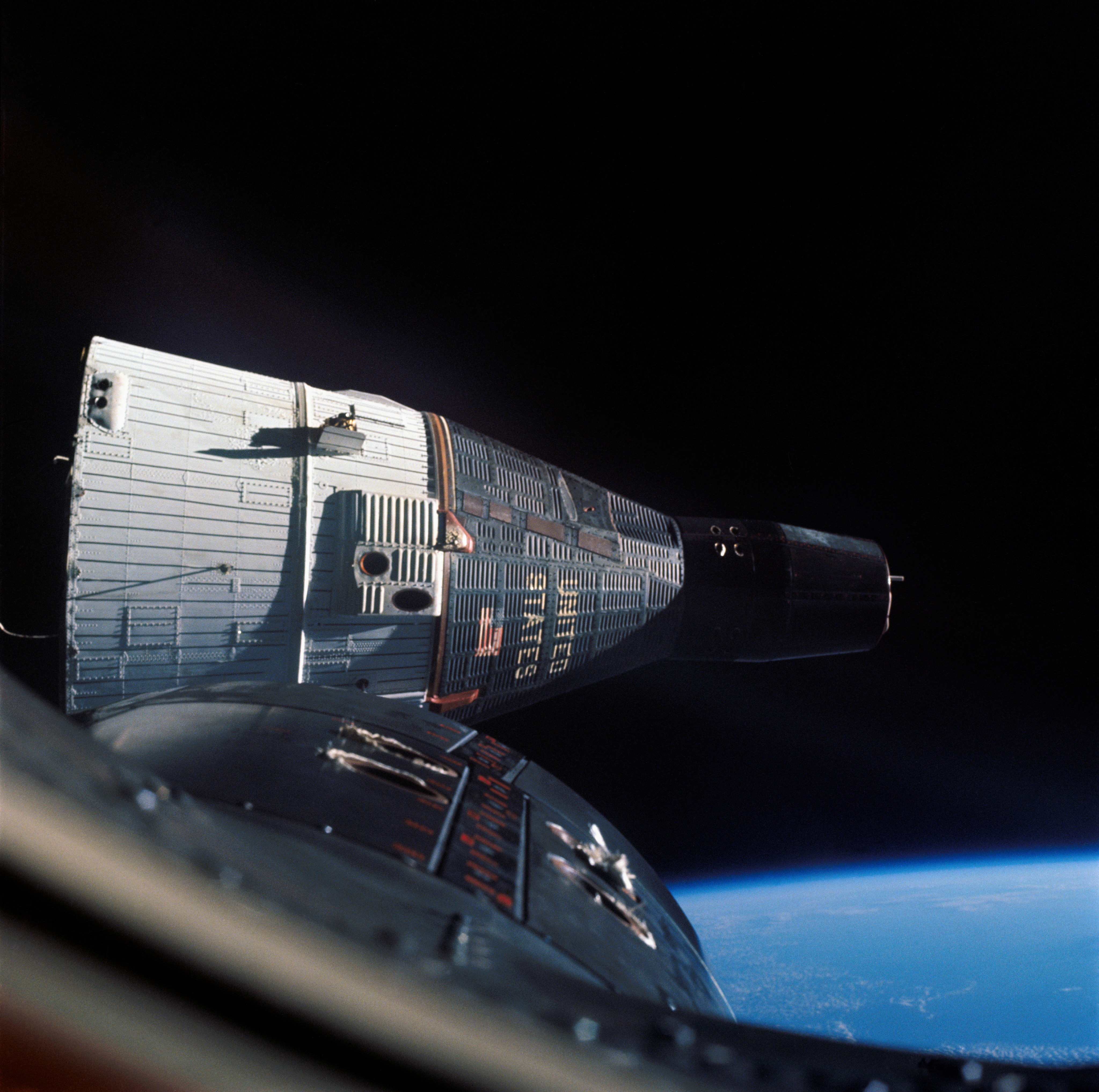
Фотография "Джемини-7" с борта "Джемини-6"

Джемини-7 — американский пилотируемый космический корабль. Четвёртый пилотируемый полет по программе Джемини (четвёртым должен был быть полёт корабля Джемини-6A, но он стартовал на 11 дней позже из-за аварии ракеты-носителя).

## Экипажи

### Основной экипаж
- Фрэнк Борман (англ. Frank Borman) — командир (1)
- Джеймс Ловелл (англ. James Lovell) — пилот (1)

### Дублирующий экипаж
- Эдвард Уайт (англ. Edward White) — командир
- Майкл Коллинз (англ. Michael Collins) — пилот

## Задачи полёта
Основной целью полёта являлась отработка длительного нахождения в космосе (две недели) для обеспечения будущей лунной программы. В качестве резервной цели Джемини-7 использовался для сближения с пилотируемым Джемини-6A после аварии штатной мишени Аджена'.

## Полёт
Запуск — 4 декабря 1965 года, в 2:30 на первоначальную орбиту 328,2 км×161,6 км. Позже высота орбиты была увеличена до 327 км для сближения с кораблём Джемини-6 и чтобы уменьшить воздушное сопротивление для обеспечения длительного полёта.
Длительность полёта составила 13 дней 19 часов, корабль совершил 206 витков вокруг Земли. Это второй рекорд длительности полёта, установленный американскими астронавтами.
Первое сближение двух космических аппаратов. В программу полета входил ряд медицинских экспериментов, а также сближение с Джемини-6A. Оба корабля на протяжении трех витков совершали маневры, находясь на расстоянии от 90 до 0,3 м друг от друга. Программа полёта выполнена. Результат полёта подтвердил возможность длительного нахождения человека в невесомости.
Посадка — 18 декабря 1965 года. Корабль приводнился на расстоянии 11,8 км от расчётной точки.

## Параметры полёта
- Масса корабля: 3,663 кг
- Средняя высота орбиты: 327 км
- Наклонение: 28,89°
- Кол-во витков: 206